# Вовчик, Андрей Филимонович
Андрей Филимонович Вовчик (25 июня 1918, с. Строков, Житомирская область — 22 июля 2002, Киев) — советский и украинский историк, доктор исторических наук, профессор.

## Биография
Андрей Филимонович Вовчик родился 25 июня 1918 года в селе Строков.
В 1941 году окончил исторический факультет Московского государственного университета имени М. В. Ломоносова.
В 1942—1943 годах был политическим редактором газеты «Большевик Алтая», в 1943 году — лектор Усть-Каменогорского обкома партии. Участник
Великой Отечественной войны, получил четыре боевые медали. 
В 1946 году окончил аспирантуру Института истории АН СССР. В 1948 году защитил кандидатскую диссертацию.
В 1944—1948 годах старший преподаватель, в 1945—1946 годах заведовал кафедрой марксизма-ленинизма Одесского государственного университета имени И. Мечникова, в 1948—1952 годах заведовал кафедрой марксизма-ленинизма Одесской консерватории. В 1952—1969 годах доцент, заведующий кафедры истории КПСС, заведующий кафедрой научного коммунизма, профессор (с 1967 года) Львовского государственного университета имени И. Франко. Докторская диссертация «Политика царизма по рабочему вопросу в конце XIX — начале XX вв.» (1965).
В 1957—1958 был консультантом Высшей партийной школы при ЦК Партии трудящихся Вьетнама.
С 1969 года работал в Киевском институте инженеров гражданской авиации: с 1969 года — заведующий кафедрой истории КПСС, с 1986 года — профессор кафедры политической истории XX века (впоследствии — кафедры истории Украины). В 1969—1970 годах — по совместительству профессор кафедры научного коммунизма Института повышения квалификации преподавателей общественных наук при Киевском государственном университете им. Т. Г. Шевченко.
Сфера научных интересов: история КПСС, история рабочего движения.
Скончался 22 июля 2002 года в Киеве.

## Труды
- Курс лекций по истории КПСС. Ханой, 1957—58 (на вьетнамском языке).
- Политика царизма по рабочему вопросу в предреволюционный период. (1895—1904). Львов, 1964.
- Комуністи — організатори перемог в’єтнамського народу. Львів, 1966.
- Киевский институт инженеров гражданской авиации (1933—1993): очерк истории. К., 1994 (в соавт.).